# (35373) 1997 UT25
(35373) 1997 UT25 est un astéroïde de la ceinture principale d'astéroïdes découvert en 1997.

## Description
(35373) 1997 UT25 a été découvert le 25 octobre 1997 à l'observatoire de La Silla, au Chili, par l'Uppsala-DLR Trojan Survey (UDTS).

### Caractéristiques orbitales
L'orbite de cet astéroïde est caractérisée par un demi-grand axe de 2,36 ua, un périhélie de 1,85 ua, une excentricité de 0,22 et une inclinaison de 1,26° par rapport à l'écliptique. Du fait de ces caractéristiques, à savoir un demi-grand axe compris entre 2 et 3,2 ua et un périhélie supérieur à 1,666 ua, il est classé, selon la JPL Small-Body Database, comme objet de la ceinture principale d'astéroïdes.

### Caractéristiques physiques
(35373) 1997 UT25 a une magnitude absolue (H) de 15,8 et un albédo estimé à 0,401.